# Maksim Gorkij
Maksim Gorkij (pseudonym for Aleksej Maksimovitj Pesjkov, russisk: Алексе́й Макси́мович Пешко́в, tr. Alekséj Maksímovitj Pesjkóv; født 28. marts 1868 i Nisjnij Novgorod, Det Russiske Kejserrige, død 18. juni 1936 i Moskva, Sovjetunionen) var en russisk forfatter. Gorkij betyder "Den bitre".
Han blev kaldt den ledende sovjetiske forfatter i sin samtid, og forbillede for den socialistiske realisme.
I begyndelsen af 1900-tallet var han medlem af Ruslands Socialdemokratiske Arbejderparti og blev gode venner med Lenin og deltog i den mislykkede revolution i 1905.

## Værker
Maksim Gorkij skrev realistisk og romantiserede ofte de fattige i samfundet. Han slog igennem med en række fortællinger. Bl.a. sigøjnerfortællingen Makar Tjudra, som udkom i 1892 (da. 1905).
Bedst er han kendt fra sin erindringstrilogi Barndom (1913), Blandt mennesker (1916) og Mine universiteter (1923), (da. Min Barndom (1918), Mellem Fremmede (1918) og Læreår (1923)). Trilogien findes i en berømt filmversion af Mark Donskoj fra 1938-40.

## Udmærkelser
Fra 1932 til 1990 var Nisjnij Novgorod navngivet Gorkij (Го́рький) efter Maksim Gorkij.
Modtog i 1932 Leninordenen.
Maxim Gorky Literature Institute i Moskva blev oprettet i 1933 til hans ære.
Gorkij Park, forlystelsespark i Moskva blev åbnet første gang i 1928.
Verdens største flyvemaskine ved sin introduktion i 1934, Sovjetunionens Tupolev ANT-20 blev opkaldt efter Maksim Gorkij.
I Danmark er vejen Gorkis Alle i Søborg i Gladsaxe kommune opkaldt efter ham.